# Benny Goodman
Benny Goodman, ameriški džezovski klarinetist, * 30. maj 1909, Chicago, Združene države Amerike, † 13. junij 1986, New York. 
Znan je bil kot »kralj swinga«.